# Snetterton
Snetterton är en civil parish i Storbritannien.   Den ligger i grevskapet Norfolk och riksdelen England, i den sydöstra delen av landet, 130 km nordost om huvudstaden London. Orten har 201 invånare (2011). Byn nämndes i Domedagsboken (Domesday Book) år 1086, och kallades då Snetretuna.